# Qeshlāq-e Pūst Shūrān
Qeshlāq-e Pūst Shūrān (persiska: قِشلاقِ پوست شوران, قِشلاق, قِشلاقِ پوستِه شوران, قشلاق پوست شوران) är en ort i Iran.   Den ligger i provinsen Hamadan, i den nordvästra delen av landet, 300 km väster om huvudstaden Teheran. Qeshlāq-e Pūst Shūrān ligger 1 755 meter över havet och antalet invånare är 210.
Terrängen runt Qeshlāq-e Pūst Shūrān är kuperad.Runt Qeshlāq-e Pūst Shūrān är det ganska tätbefolkat, med 124 invånare per kvadratkilometer. Närmaste större samhälle är Chāshtkhvoreh, 8,3 km nordost om Qeshlāq-e Pūst Shūrān. Trakten runt Qeshlāq-e Pūst Shūrān består i huvudsak av gräsmarker.